# PalaPaganelli
Il PalaPaganelli è un'arena coperta di Sassuolo.

## Storia e descrizione
Il PalaPaganelli viene utilizzato sia per attività sportive, soprattutto come palestra e per gare di pallavolo, sia per attività ludiche, come concerti musicali.
Nel palazzetto vengono disputate le gare casalinghe della squadra di pallavolo maschile del Volley Sassuolo e di pallavolo femminile dell'Academy Sassuolo; in passato ha anche ospitato le gare casalinghe delle squadre di pallavolo femminile del Volley 2000 Spezzano, della Nuova San Giorgio Pallavolo Sassuolo e del Sassuolo Volley, tutte militanti nel campionato di Serie A1.